# Nicolás Ardito Barletta
 (février 2011).
Si vous disposez d'ouvrages ou d'articles de référence ou si vous connaissez des sites web de qualité traitant du thème abordé ici, merci de compléter l'article en donnant les références utiles à sa vérifiabilité et en les liant à la section « Notes et références ».
Nicolás Ardito Barletta Vallarino (né le 21 août 1938 à Aguadulce, Panamá) est un économiste et homme d'État, président de la république du Panama du 11 octobre 1984 au 28 septembre 1985.

## Biographie
Au niveau international, il se distingue par son poste de vice-président de la Banque mondiale pour l'Amérique latine et les Caraïbes (1978-84) en tant que directeur du département des affaires économiques de l'OEA et l'Alliance pour le Progrès (1970-73) et est l'initiateur et le fondateur de Banco Latinoamericano à l'exportation (BLADEX), organisation multilatérale des pays d'Amérique latine située au Panama.
Il est ministre de la Planification et de la politique économique dans le gouvernement de Omar Torrijos. Il est négociateur de la partie économique des traités du Canal de Panama et Président de la Commission nationale des banques. Il se présente en tant que candidat du Parti révolutionnaire démocratique à l'élection présidentielle en mai 1984, qu'il remporte avec une mince avance de 1713 voix face à Arnulfo Arias Madrid, ce qui lui vaut des accusations de fraude.
Assumant sa fonction de président de la République, il lance un projet de réformes économiques qui cause un certain malaise dans l'opinion publique et qui dû être modifié. Inspiré par les théories de Milton Friedman, il s'en explique: « Je pensais que nous devions renforcer le secteur bancaire. À cette époque, il y avait une énorme quantité de dollars en circulation. C'est pourquoi nous avons adopté une législation permettant à la fois le développement du secteur offshore et des banques nationales. Depuis lors, nous sommes l'économie la plus financiarisée d'Amérique latine. Avant d'adopter notre législation, il n'y avait que douze banques étrangères au Panama. En dix ans, nous avons atteint 125 et sommes passés de 800 millions à 47 000 millions de dépôts bancaires. Actuellement, 25 000 emplois dépendent du secteur bancaire dans la capitale. ». 
En raison de ses divergences avec le général Manuel Noriega, qui est le commandant des Forces de défense dans le pays et son dirigeant officieux, notamment par sa décision de créer une commission d'enquête sur l'assassinat d'Hugo Spadafora, il doit démissionner en 1985 et est remplacé par son vice-président Eric Arturo Delvalle.
Après la chute de la dictature militaire à la suite de l'invasion du Panama par les États-Unis, il est choisi comme premier directeur de l'Autorité de la région inter-océanique Région (ARI), organisation dédiée à l'administration des domaines repris de l'ancienne Zone du Canal, entre 1994 et 1999.